# Vilankulo
Vilankulo (ou Vilanculos) est une ville côtière de l'est du Mozambique, située dans le district de Vilankulo, dans la province d'Inhambane. Vilankulo porte le nom d'un chef tribal local Gamela Vilankulo Mukoke, et certains des « bairros » (banlieues) portent le nom de ses fils. Elle était connue sous le nom de Vilanculos à l'époque coloniale, changé en Vilankulo à l'indépendance. Aujourd'hui, le district s'appelle Vilanculos et la ville Vilankulo.
Vilankulo a connu une croissance considérable au cours de la dernière décennie et a bénéficié d'investissements étrangers très importants dans son infrastructure touristique. La ville de Vilankulo est la porte d'entrée de l'archipel Bazaruto. Des boutres et des hélicoptères relient la ville et l'archipel. La ville elle-même ne fait que cinq kilomètres du nord à sud environ.
Le nouvel aéroport international est situé à l'extérieur de la ville. Il assure des vols quotidiens vers plusieurs destinations régionales, comme Johannesbourg et Maputo.

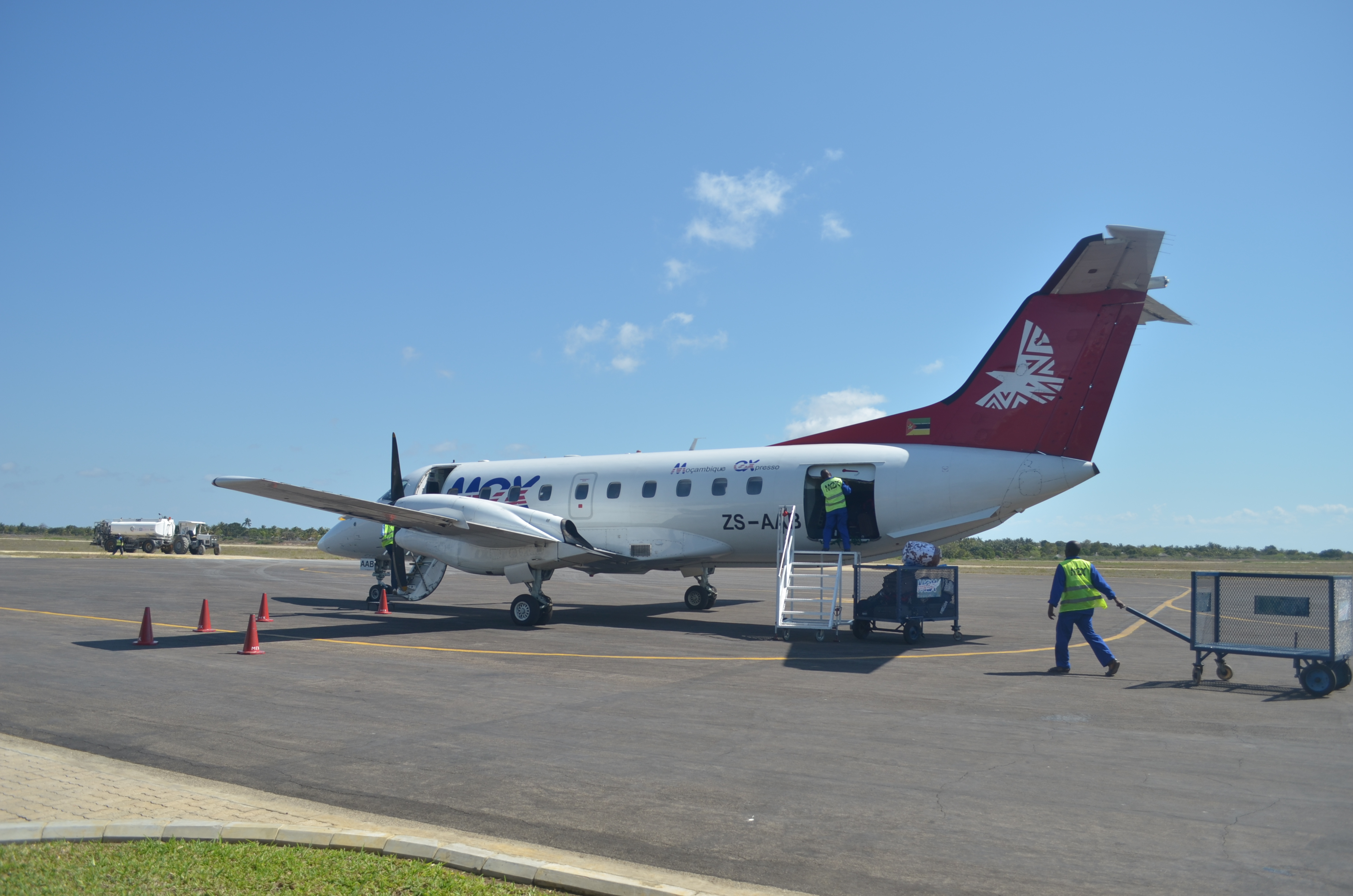
Un avion sur l'aéroport de Vikankulo.

## Démographie
| Année | Population |
| ----- | ---------- |
| 2017  | 46 691     |

## Sports
Le club de football local s'appelle Vilankulo FC (VFC). C'est le premier club officiel de Vilankulo reconnu par la Fédération mozambicaine de football. En novembre 2009, le Vilankulo FC a été promu au Moçambola, la première division du foot du Mozambique.
Vilankulo est la porte d'entrée de l'archipel de Bazaruto et des safaris océaniques.

## Galerie

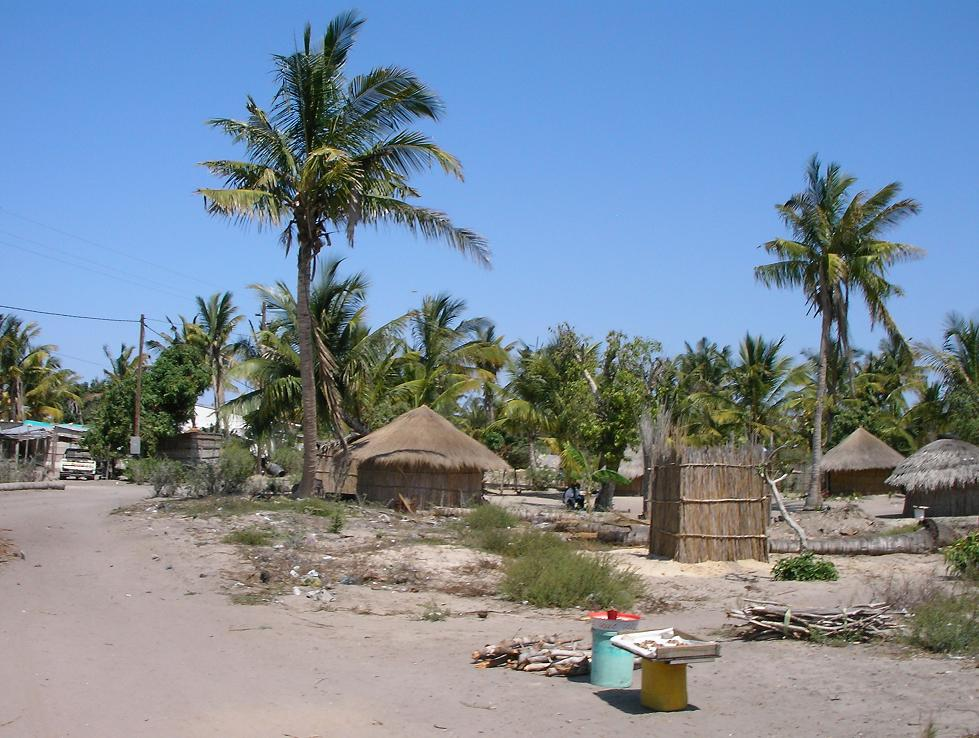
Maisons et rues typiques à Vilankulo.
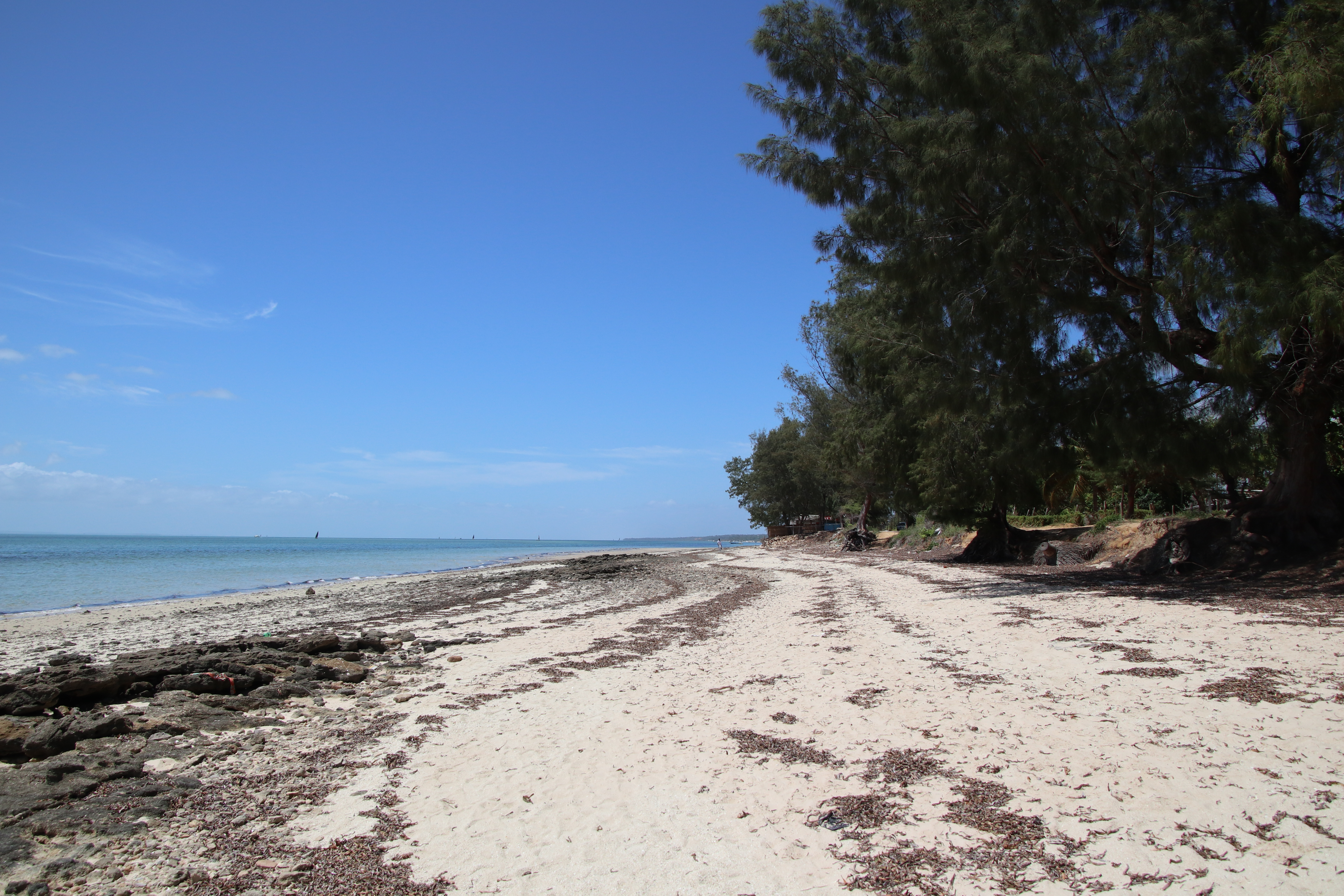
Plage de Vilankulo.
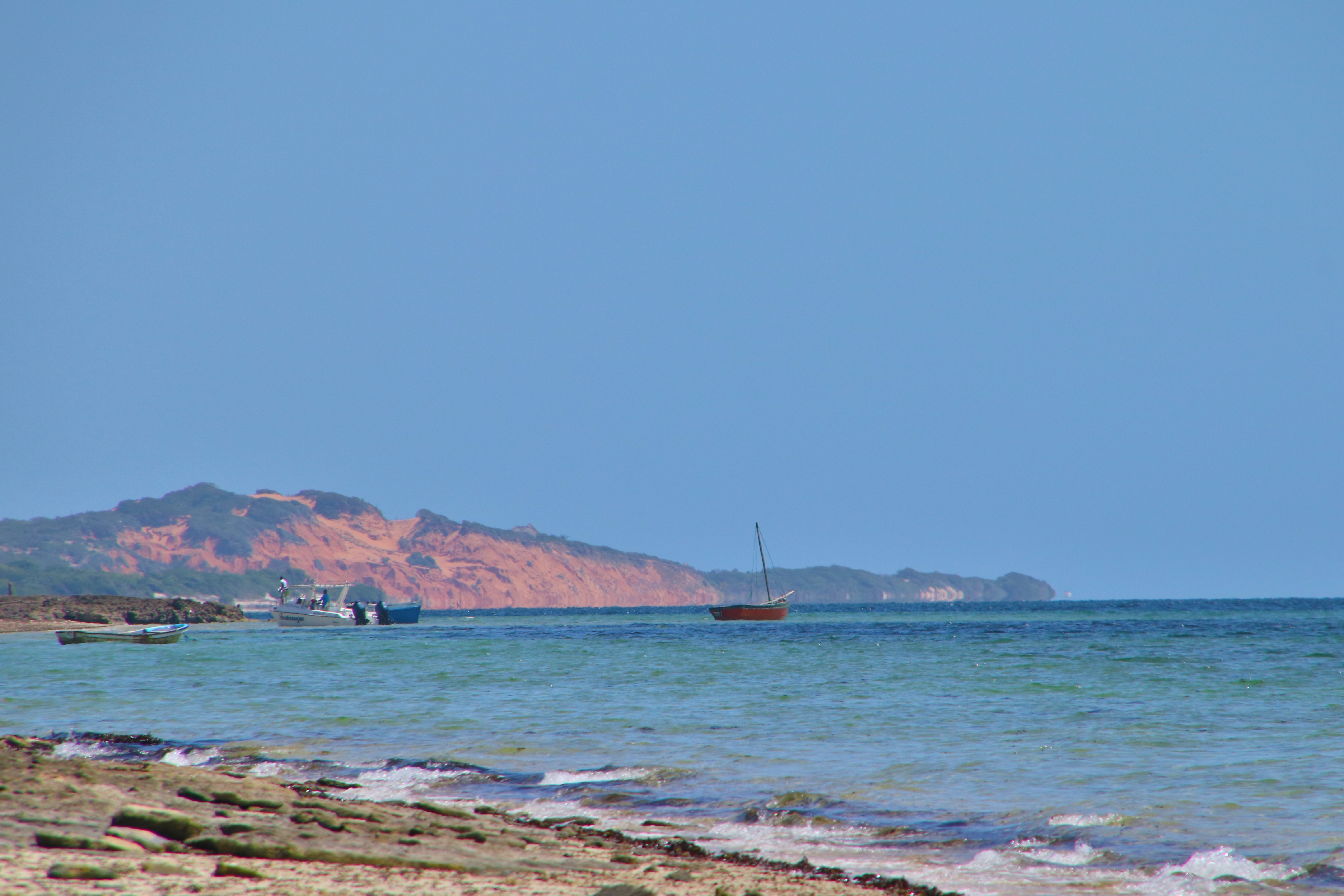
Scène à la plage de Vilankulo.